# أولغا أوروزكو
أولغا أوروزكو (بالإسبانية: Olga Noemí Gugliotta)‏ هي صحفية وكاتِبة وشاعرة أرجنتينية، ولدت في 17 مارس 1920 في لا بامبا في الأرجنتين، وتوفيت في 15 أغسطس 1999 في بوينس آيرس في الأرجنتين بسبب مرض قلبي وعائي.